# خرطوم (شفت)
خرطوم یک روستا در ایران است که در استان گیلان واقع شده‌است. خرطوم ۷۸۳ نفر جمعیت دارد.